# Марко Ковач (пуковник)
Марко Ковач (Мазоче код Фоче, 27. март 1935 — Београд, 8. децембар 2021) био је пуковник Војске Републике Српске. Био је командант Тактичке групе "Фоча-Дрина".

## Биографија
Рођен 1935. године у селу Мазоче, општина Фоча. Завршио је средњу подофицирску школу, Војну академију, Вишу војну академију и три висока курса – обавјештајни, политички и оперативни. Током Одбрамбено-отаџбинског рата обављао је дужност помоћника команданта за морал пјешадијске дивизије до ослобођења Вуковара 1991. године, а од јуна 1992. до новембра 1993. године био је на дужности команданта Тактичке групе "Фоча-Дрина". Пуковник Ковач је војно искуство стекао у ЈНА и у борбеним дејствима на два ратишта, те одликован са пет високих ордена у миру и Орденом Карађорђеве звијезде  II реда у рату.У чин пуковника ЈНА унапријеђен је 1986. године, а 1992. године је стављен на располагање Генералштабу Војске Републике Српске као реактивирани војни обвезник са чином пуковника ЈНА.
Он је наредбом овог генералштаба 1992. године постављен на дужност командант Тактичке групе "Фоча", а даље за команданта Тактичке групе "Фоча-Дрина", прве организоване војне формације ВРС на подручју фочанске општине, која ће касније прерасти у 11. херцеговачку пјешадијску бригаду Војске Републике Српске. Уз фочанске, био је старјешина и бригаде из Чајнича у саставу Тактичке групе „Фоча-Дрина“ и истакао се у борбама за одбрану овог дијела Републике Српске. Јединицама ВРС у Фочи командовао је до 18. новембра 1993. године.
Аутор је књиге „Тешки злочин-геноцид АБиХ над српским народом у општини Фоча 1992-1995.“
Ковач је преминуо 8. децембра 2021. на Војномедицинској академији након дуге и тешке болести. Сахрањен је 11. децембра 2021. на гробљу Илина Вода у Крагујевцу.